# Аргучинцев, Александр Валерьевич
Александр Валерьевич Аргучинцев (род. 4 мая 1967, Иркутск) ― математик, доктор физико-математических наук, профессор, ректор Иркутского государственного университета в 2012—2017 годах.

## Биография
Родился 4 мая 1967 года в городе Иркутске. Александр Аргучинцев окончил с отличием математический факультет Иркутского государственного университета по специальности «Прикладная математика» в 1987 году.
В 1987―1988 годах был стажёром-исследователем кафедры методов оптимизации Иркутского государственного университета. В 1991 году Александр Валерьевич окончил досрочно аспирантуру по специальности математическая кибернетика, потом защитил кандидатскую диссертацию на тему «Оптимизация граничных и распределенных управлений в полулинейных гиперболических системах».
В 1991―2002 годах работал в Иркутском государственном университете на кафедре методов оптимизации сначала ассистентом, потом старшим преподавателем. В 1995 году было присвоено звание доцента. С 1999 года Аргучинцев работал заместителем директора по научной работе и международным связям Института математики и экономики Иркутского государственного университета (преобразованного из математического факультета).
В 2004 году защитил докторскую диссертацию на тему «Оптимальное управление начально-краевыми условиями гиперболических систем». С 2005 года работал заведующим кафедрой методов оптимизации Иркутского государственного университета. В 2012 году присвоено учёное звание ― профессор.
В 2002―2012 годах был проректором по научной работе Иркутского государственного университета.
В период с 2012 по 2017 г. был ректором Иркутского государственного университета.
С 2018 г. работал профессором кафедры вычислительной математики и оптимизации Иркутского государственного университета. С 2020 г. является заведующим этой кафедры.
Член Американского математического общества, Общества промышленной и прикладной математики (SIAM), Совета по научно-технической и инновационной деятельности молодежи при Правительстве Иркутской области, комиссии Иркутского научного центра СО РАН по интеграции с вузами, координационного научно-экономического совета при мэре города Иркутска.

## Основные труды
- Оптимизация граничных и распределенных управлений в полулинейных гиперболических системах : дис. … канд. физ.-мат. наук. — Иркутск, 1991. — 145 л.
- Методы оптимизации. Ч. 1. Математическое программирование : сб. задач и упр. — Иркутск : Изд-во Иркут. гос. ун-та, 1993. — 47 с.
- Методы оптимизации. Ч. 2. Вариационное исчисление и оптимальное управление : сб. задач и упр. — Иркутск : Изд-во Иркут. гос. ун-та, 1993. — 83 с.
- Методы оптимизации в задачах и упражнениях : учеб. пособие. — М. : Физматлит, 1999. — 208 с. — Соавт:. О. В. Васильев.
- Оптимальное управление начально-краевыми условиями гиперболических систем : монография. — Иркутск : Изд-во Иркут. гос. ун-та, 2003. — 156 с.
- Оптимальное управление начально-краевыми условиями гиперболических систем : дис. … д-ра физ.-мат. наук. — Иркутск, 2004. — 237 л.
- Оптимальное управление гиперболическими системами. — М. : Физматлит, 2007. — 165 с.
- Введение в оптимизацию : учеб. пособие. — Иркутск : Изд-во Иркут. гос. ун-та, 2011. — 105 с. — (Университетский учебник. Оптимизация, исследование операций и управление; вып. 3). — Соавт.: А. И. Беников.
- Линейное программирование : практикум — Иркутск : Изд-во Иркут. гос. ун-та, 2011. — 73 с. — (Университетский учебник. Оптимизация, исследование операций и управление; вып. 4). — Соавт.: А. И. Беников.
- Оптимальное управление отдельными классами гиперболических систем первого порядка : монография. — Иркутск : Изд-во Иркут. гос. ун-та, 2013. — 119 с. — Соавт.: В. П. Поплевко.